# NFL Quarterback Club
NFL Quarterback Club est une série de jeux vidéo de football américain développée par Acclaim de 1994 à 2002.

## Série
- 1993 : NFL Quarterback Club (Game Boy, Mega Drive, Super Nintendo, Game Gear, 32X)
- 1995 : NFL Quarterback Club II (Game Boy)
- 1995 : NFL Quarterback Club 96 (Game Boy, Super Nintendo, Saturn, Game Gear, DOS, Mega Drive)
- 1996 : NFL Quarterback Club 97 (PlayStation, Saturn, Windows)
- 1997 : NFL Quarterback Club 98 (Nintendo 64)
- 1998 : NFL Quarterback Club '99 (Nintendo 64)
- 1999 : NFL Quarterback Club 2000 (Dreamcast, Nintendo 64)
- 2000 : NFL QB Club 2001 (Dreamcast, Nintendo 64)
- 2001 : NFL QB Club 2002 (GameCube, PlayStation 2)